# 洪屋村

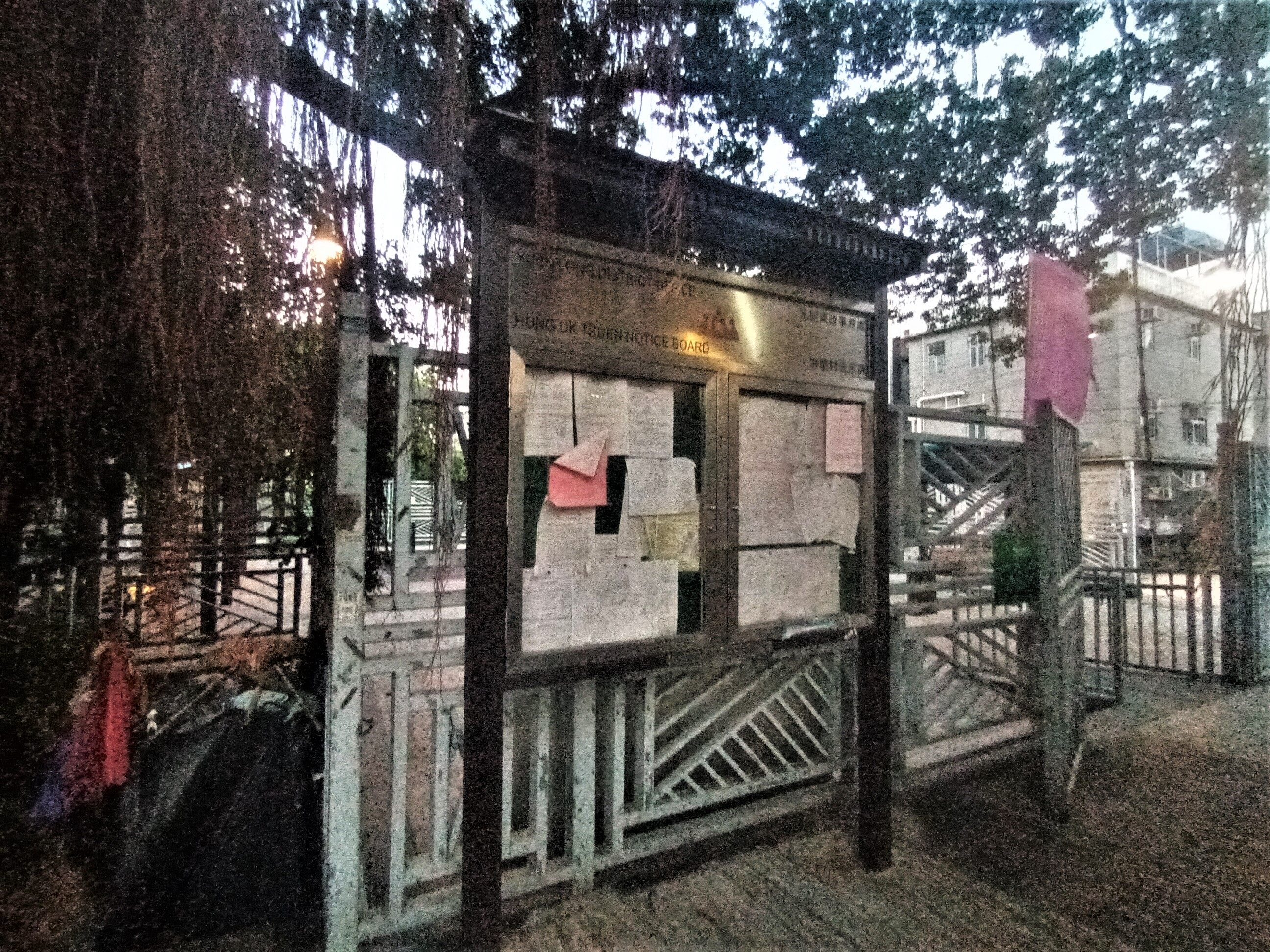
洪屋村內的村告示牌

洪屋村（英語：Hung Uk Tsuen）是一條位於香港元朗區屏山的鄉村。

## 行政區劃
洪屋村是新界小型屋宇政策下其中一條認可鄉村，亦為屏山鄉事委員會37個鄉郊代表之一。在選舉劃分上，該村被劃為屏山中選區。

## 歷史
洪屋村是屏山鄧氏建立的「三圍六村」之一。「三圍六村」分別為：上璋圍、橋頭圍、灰沙圍、坑頭村、坑尾村、塘坊村、新村、洪屋村及新起村。
據1911年人口普查，洪屋村人口為120人，當中男性56人。

## 外部連結
- 居民代表選舉洪屋村（屏山）的劃定現有鄉村範圍（2019－2022年） （页面存档备份，存于）
- 古物諮詢委員會關於洪屋村76至77號的簡要文件（圖片）

22°26′30″N 114°00′12″E / 22.441679°N 114.003405°E